# Ulric Björklund

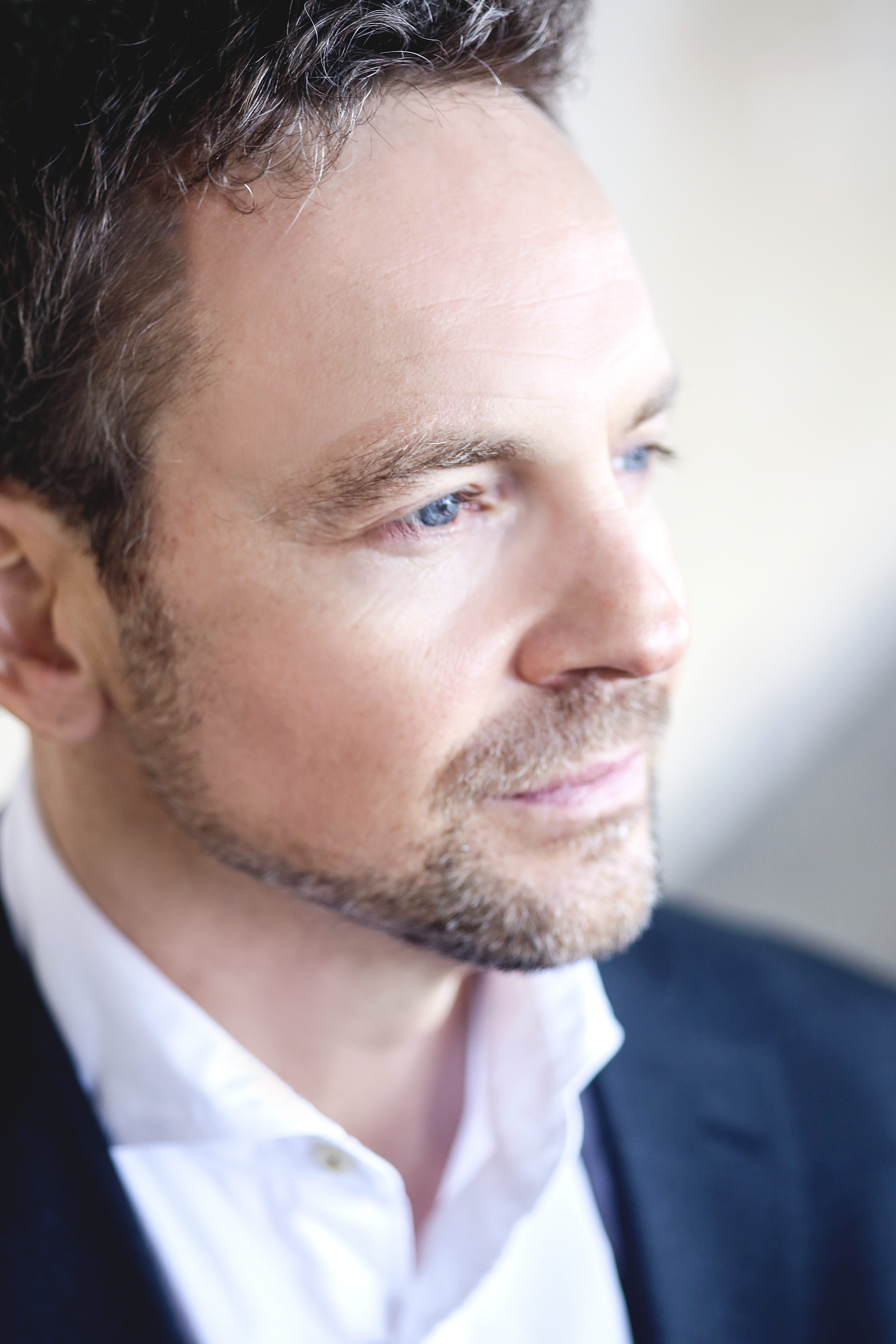

Bengt Erik Ulric Björklund, född 26 november 1970 i Brändön i Nederluleå, är en svensk operasångare (tenor).
Björklund är utbildad vid Operastudio 67 och Operahögskolan i Stockholm. Han debuterade i rollen som Ernesto i Don Pasquale av Donizetti 2002 på Läckö slott. Året därpå 2003 sjöng han Belmonte i Mozarts Enleveringen ur Seraljen också set på Läckö slott. Efter examen från Operahögskolan i Stockholm 2004 har han bland annat sjungit på Folkoperan i Stockholm. Där har han gjort titelrollen i Offenbachs Orfeus i underjorden, Hipp i Rameaus Fedra, Romeo i Romeo och Julia av Gounod och hertigen i Verdis Rigoletto, Pinkerton i Puccinis Madame Butterfly samt Nadir i Bizéts Pärlfiskarna.
Björklund har också sjungit på Confidencen, Norrlandsoperan som Tamino samt Skånska operan och Operafestival i Pärnu i Estland, som Don José i Bizéts Carmen. Han har även sjungit i Norrbottensmusiken samt i kyrkor och konserthus runt om i Sverige. Han har gjort cirka 20 olika huvudroller, senaste 2018 som Tebaldo i operan I Capuleti e i Montecchi av Bellini med Södertäljeoperan under ledning av Giovanni Impellizzeri.
2019 Alfredo i Verdis La Traviata på Olympiateatern Stockholm.
Han har mottagit flera stipendier, bland annat av Nicolai Gedda både 2003 och 2005. Han har även emottagit Confidencen-stipendiet av Anders Wall 2003. Han fick 2015 stipendium av Marianne och Sigvard Bernadottes konstnärsfond.